# Peter Orávik
Peter Orávik (* 18. prosince 1988, v Považské Bystrici) je slovenský fotbalový záložník, od roku 2010 působí v klubu FC ViOn Zlaté Moravce.

## Fotbalová kariéra
Svoji fotbalovou kariéru začal v rodné Považské Bystrici.